# Слава Украине!
«Сла́ва Украи́не! Геро́ям сла́ва!» (укр. «Слава Україні! Героям слава!») — украинское патриотическое приветствие. Первая часть приветствия «Слава Украине» активно использовалась украинским национальным возрождением начала XX века и во времена Украинской народной республики (1917—1920 годы). Вариант «Слава Украине!» с ответом «Героям слава!» был принят в качестве организационного пароля-приветствия среди членов ОУН и УПА в начале Второй мировой войны. 
После Евромайдана (конец 2013 года) произошло существенное расширение практики применения этого приветствия среди населения Украины. На Майдане приветствие приобрело новое значение — при использовании протестующими оно ссылалось на надежду на демократическую и прозападную Украину, фактически утратив свою связь с ОУН и стало одним из символов проевропейских протестов. С 2018 года оно является официальным приветствием в украинской армии и полиции.

## История
Выражение «слава Украины» встречается у Тараса Шевченко. В своём стихотворении «До Основ’яненка» (1840, в варианте 1860 года) Шевченко писал:
Наша дума, наша пісня

Не вмре, не загине…

От де, люде, наша слава,

Слава України!
В опубликованной в 1877 году драме под названием «Гетман» авторства французского литератора Поля Деруледа о казацком восстании 1640-х годов главный герой, гетман украинского казачества Фрол Гераш, произносит приветствие «Слава Украине!» (Gloire à l’Ukraine!).
Первое известное упоминание лозунга «Слава Украине!» и ответа «По всей земле слава» связывается со средой харьковской украинской студенческой общины конца XIX — начала XX веков.
Широко известным стало упоминание лозунга «Слава Украине!» в историко-документальном романе Юрия Горлис-Горского «Холодный Яр» (1933), повествующем о посещении автором территории Холодноярской республики в 1920 году:

- Слава Украине! — откликается несколько человек — вместо обычного «здорово». Я и не подозревал, что холодноярцы так приветствуют друг друга, отвечая «Украине слава!»
Оригинальный текст (укр.)— Слава Україні! — відповідає декілька голосів. Це мене трохи змішало. Я не знав, що у холодноярців заведено замість «Здоров» вітатися «Слава Україні», а відповідається — «Україні слава».

Как следует из этого и других источников, лозунг «Слава Украине!» в разных вариациях был широко распространён в период Украинской революции 1917—1921 годов (в частности, в отряде «чёрных запорожцев» в ходу был вариант «Слава Украине!» — «Казакам слава!»), а также в период существования Украинской Народной Республики и Западно-Украинской Народной Республики в 1918—1920 годов.
По мнению историка Александра Зайцева, данная фраза стала широко распространённой в 1930-е годы, став лозунгом Организации украинских националистов (ОУН). ОУН во время второго конгресса в Риме в августе 1939 года официально утвердила приветствие «Слава Украине! Вождю слава!» в сочетании с поднятием правой руки. Похожий жест был также у НСДАП (Германия), Национальной фашистской партии (Италия), Усташей (Хорватия), фалангистов (Испания), Глинковой гвардии (Словакия). Ряд политологов и историков считает, что приветствие скопировано или его основой служило нацистское приветствие.
После раскола ОУН на две фракции мельниковцы придерживались варианта «Слава Украине! Вождю слава!», а бандеровцы провели свой II Великий конгресс в Кракове (4 апреля 1941 года), который утвердил для членов организации приветствие «Слава Украине! Героям слава!»:

Приветствие в организации производится в форме поднятия выпрямленной правой руки под углом вправо чуть выше головы. Действующие слова полного приветствия: «Слава Украине», ответ — «Героям слава». Допускается сокращение приветствия: «Слава» — «Слава».
Оригинальный текст (укр.)Організаційний привіт має форму піднесення випростуваної правої руки в право-скіс вище висоти вершка голови. Обов’язуючі слова повного привіту: «Слава Україні» — відповідь — «Героям слава». Допускається скорочення привіту — «Слава» — «Слава».
— Постанови II. великого збору Організації українских націоналістів.  с. 34—35.
После Второй мировой войны приветствие «Слава Украине» продолжала использовать украинская диаспора, особенно в Баварии, Канаде, США и Великобритании, куда многие украинцы эмигрировали, чтобы избежать сталинского режима.
В СССР этот лозунг был запрещён, использовавших его именовали «украинскими буржуазными националистами» и «бандеровцами», а то и демонизирували как «нацистских приспешников». На протяжении десятилетий советские власти проводили пропагандистскую кампанию, пытаясь выставить сторонников украинского движения за независимость фашистами, уравнивая фразу «Слава Украине!» с нацистским приветствием «Хайль Гитлер!».
Лозунг «Слава Украине!» на митингах и собраниях в конце 1980-х — начале 1990-х годов начали употреблять некоторые украинские политики, приверженные идеи выхода республики из Союза.

## Современность
До 2004 года не наблюдалось массового использования лозунга. Во время Оранжевой революции в конце 2004 года Виктор Ющенко в своих выступлениях использовал часть лозунга «Слава Украине». В 2008 году во время празднования 9 мая по всей Украине появились рекламные щиты от имени Виктора Ющенко с приветствием «Героям слава!». Однако совместного использования лозунга и ответа не наблюдалось.

### Евромайдан (2013—2014)
Повсеместное распространение произошло в конце 2013 года во время Евромайдана, когда фраза стала его главным лозунгом и девизом. Немецкий политолог Андреас Умланд в своей статье от 31 декабря 2013 года критиковал лидера партии «Свобода» Олега Тягнибока за популяризацию лозунга на Евромайдане, являвшегося неуместным и даже оскорбительным для многих жителей востока и юга Украины. Умланд отмечает, что лозунг «Слава Украине! — Героям слава!» активно начала использовать партия «Свобода» после того, как председателем стал Тягнибок.
Канадский историк Сергей Екельчик пишет, что националистическое приветствие 1940-х годов приобрело новое значение на Евромайдане — при использовании протестующими лозунг ссылается на надежду на демократическую и прозападную Украину и называет героями погибших за их дело.
По мнению А. Умланда, боевой клич УПА «Слава Украине!» партия «Свобода» внедрила среди прочих «собственных специфических националистических тем, символов и лозунгов» в общее протестное движение, а Евгений Нищук сделал этот лозунг главным девизом Евромайдана. Как отмечал учёный, если протестующие, включая жителей Донбасса или Крыма, могли наполнять его универсальным содержанием, то для многих жителей востока и юга Украины был важен исторический контекст: под «героями» подразумевались именно бойцы УПА, которые, среди прочего, оказывали противодействие солдатам Красной армии, сражавшимся с немецким фашизмом. По мнению историка Джона-Пола Химки, причиной использования на Евромайдане лозунга «Слава Украине! Героям слава!» стало то, что в основу артикуляции видения украинской идентичности евромайдановцами была положена галицкая политическая культура.

### С 2014 года
Шведский историк Пер Андерс Рудлинг отметил, что на Украине этот лозунг поначалу был спорным, но позже приобрёл популярность. В настоящее время «Слава Украине» стала широко используемым выражением, проникшим в различные сферы общества. Лозунг используется разными партиями и группами, начиная от политиков и дипломатов и заканчивая концертами знаменитостей и спортивных мероприятий; также он используется в повседневной жизни. Например, 26 февраля 2014 года, ещё в начале процесса аннексии Крыма Россией, в Симферополе прошёл организованный Меджлисом крымскотатарского народа массовый митинг, на котором крымские татары скандировали лозунг «Слава Украине!». Лозунг используется в рекламных щитах, футболках и даже банковских картах.
В ряде западных СМИ широко распространялись оценки и характеристики лозунга «Слава Украине!», представляя его как антироссийский националистический лозунг, уходящий своими корнями в фашизм XX века. Примером такой тенденции стал репортаж британской газеты Independent о видеоскандале на чемпионате мира по футболу в Хорватии. В этом материале использовались пророссийские нарративы, а фраза «Слава Украине!» была описана как «фраза, продолжающаяся использоваться антироссийскими украинскими националистами после переворота на Майдане 2014 года». Другие СМИ, такие как The Sun и Bloomberg, также представляли этот лозунг как «скандирование украинской армии и националистического движения», повторяя российские утверждения о начале его использования только во время Второй мировой войны. Посольство Украины в Великобритании подняло вопрос об этой проблеме, выражая свои претензии в социальных сетях. В результате в статью Independent были внесены изменения.
В 2018 году президент Украины Пётр Порошенко предложил официальным воинским приветствием в ВСУ сделать слова «Слава Украине!» с ответом «Героям слава!». Соответствующий законопроект был принят в первом чтении 6 сентября 2018 года, 4 октября 2018 года законопроект приняли во втором чтении и в целом для Вооружённых сил и полиции.
Также лозунг «Слава Украине» появился на форме сборной Украины по футболу. В 2021 году перед началом чемпионата Европы по футболу 2020 года была представлена новая форма, на которой, в частности, присутствовали надписи «Слава Украине!» и «Героям слава!». Российский футбольный союз обратился в УЕФА с жалобой, УЕФА обязал удалить с внутренней стороны футболки лозунг «Героям
слава!», так как «сочетание двух лозунгов считается явно политическим по своей природе, имеющим историческое и милитаристское значение. Поэтому этот конкретный лозунг на внутренней стороне футболки должен быть удалён в соответствии со статьёй 5 Регламента УЕФА по экипировке».
В 2022 году, после начала полномасштабного вторжения России на Украину, в Эстонии была создана благотворительная НКО «Слава Украине» (эст. MTÜ Slava Ukraini). Помимо этого, Банком Эстонии была выпущена монета номиналом в 1 евро с надписью «Slava Ukraini». В это же время в Латвии появилось мороженое «Слава Україні». Для украинцев оно будет бесплатным.
Во время российского вторжения украинский президент Владимир Зеленский регулярно заканчивает публичные выступления этой фразой. Лозунг «Слава Украине» в разное время употребляли премьер-министр Великобритании Борис Джонсон, премьер-министр Канады Джастин Трюдо, президент Польши Анджей Дуда. 24 февраля 2023 года, во время визита в Киев в годовщину начала вторжения России, президент США Джо Байден запись в гостевой книге Мариинского дворца закончил именно этими словами латиницей.
В марте 2023 года в интернете появилось снятое предположительно российскими военными видео, на котором украинского военнослужащего Александра Мациевского расстреливают после того, как он произносит «Слава Украине!».

## Критика
Критики лозунга «Слава Украине!» выделяют его историческую связь с Организацией украинских националистов (ОУН) и Украинской повстанческой армией (УПА) — националистическими вооружёнными формированиями времён Второй мировой войны. В современной Украине эти организации нередко считаются борцами за независимость, хотя некоторые их члены были причастны к коллаборационизму или к насилию против поляков и евреев.
Историк Пер Андерс Рудлинг отмечает, что аналогичные кличи использовались различными националистическими и фашистскими военизированными движениями в Европе, такими как хорватские «Усташи» и словацкая «Глинкова гвардия». Использованные хорватскими радикалами лозунги вызывали ожесточённые дебаты и меры дисциплинарного воздействия со стороны международных спортивных организаций. При этом в случае украинских фанатов радикального спорта аргументируется, что контекст использования следует рассматривать иначе. Данное решение оценивается Радлингом как пример двойных стандартов.
Советская и российская пропаганда изображает лозунг «Слава Украине!» как антироссийский националистический лозунг, использовавшийся ОУН-УПА во время Второй мировой войны, и называет использовавших его «бандеровцами» и «нацистскими приспешниками». Историк Александр Зайцев говорит, что связывание исторических лозунгов, таких как «Слава Украине!», с современным фашизмом не является корректным. Он отмечает, что в период Евромайдана в 2013—2014 годах этот клич практически утратил свою первоначальную ассоциацию с ОУН и стал символом проевропейских протестов. Зайцев не видит негативного смысла в данном приветствии и выражает поддержку его использованию в армии.
Немецкий историк из Галле-Виттенбергского университета Кай Струве считает, что решение по использованию данного лозунга было принято «сверху». Так, в украинском дискурсе длительное время сталкивались два антагонистических нарратива: советский и националистический, при этом последний с 2014 года в значительной степени формирует государственную политику Украины.
Профессор Оттавского университета Доминик Арель подчёркивает, что современные граждане Украины ассоциируют себя с ОУН и подобными группами, в первую очередь, в контексте их сопротивления в войне с Россией, а не из-за симпатии к ультраправым идеологиям или насилию. Он отмечает, что лозунги ОУН, такие как «Слава Украине!» и «Героям слава!», регулярно произносятся украинским средним классом, многие из которых используют русский язык в повседневной жизни, что придаёт фразе в целом новый контекст.
В июне 2023 года президент Хорватии Зоран Миланович заявил, что лозунг «Слава Украине!» не очень отличается от немецкого «Зиг хайль!» или приветствия хорватских националистов (усташей) и официального лозунга Хорватских оборонительных сил (1991—1993) «За Родину — готовы!» (хорв. Za dom spremni). После этого высказывания Миланович стал объектом критики для политиков Европейского союза. Утверждения Милановича повторили заявления официальных лиц России, по мнению которых приветствие связано исключительно с ОУН. Согласно учёным и историкам, однако, фраза использовалась задолго до событий Второй мировой войны.
В январе 2024 года министерство юстиции Российской Федерации внесло УНРА, УПА, ОУН, УНС в только что созданный «перечень нацистских организаций». Также «нацистскими» признаны атрибутика и символика этих организаций, среди которых и приветствие «Слава Украине! Героям слава!», и тризуб князя Владимира, являющийся центральным элементом герба Украины.
- Примеры использования приветствия

## Преследования за использование лозунга
После начала вторжения в Украину, в России и на оккупированных Россией территориях Украины, стали преследовать за лозунг «Слава Украине!». В частности, в 2023 году за статус «Слава Украине» (по-корейски) в одном из мессенджеров, была оштрафована жительница Сочи. Суд посчитал женщину виновной в «публичной демонстрации экстремистской символики». Ранее в Краснодаре супружескую пару признали виновной в мелком хулиганстве после обсуждения ситуации на Украине в ресторане. Суд установил, что россияне вели себя вызывающе и нарушали общественный порядок, в том числе выкрикивали лозунг «Слава Украине». Также другой жительнице Сочи суд назначил двое суток административного ареста, признав её виновной в экстремизме. По версии полиции и суда, 1 января женщина на площади перед администрацией выкрикивала «Слава Украине! Героям слава!». Рапорт на неё составили оперативники Центра по противодействию экстремизму.
По мнению юристов, использование фрагмента украинского патриотического приветствия «де-юре не является нарушением, не попадает под демонстрацию и пропаганду символики экстремистских организаций и другой информации об экстремистских организациях».
В апреле 2023 года жительница Чебоксар пожаловалась в полицию на «вражеский лозунг» из-за соседской сети Wi-Fi под названием «Слава Украине». В марте 2024 года был арестован на 10 суток студент МГУ из-за названия созданной им в общежитии сети Wi-Fi — «Slava Ukraine». В апреле 2023 года жителя Архангельска оштрафовали на 30 тысяч рублей по делу о «дискредитации» армии России за выкрик «Слава Украине! Героям слава!» на автобусной остановке.
27 августа 2023 года в Ставропольском крае задержали и отвезли в отделение полиции школьников 7 и 11 лет, которые в шутку кричали «Слава Украине».
Также отмечаются случаи преследования за использование лозунга в Беларуси. Так, 17 марта 2023 года жителя белорусского Витебска арестовали за лозунг «Слава Украине!», произнесённый им возле подъезда своего дома. Жителя Новополоцка арестовали на 15 суток за то, что он позвонил в милицию по номеру «102» и сказал «Слава Украине!» Суд квалифицировал деяние как несанкционированный пикет.